# Arcidiocesi di San Salvador di Bahia

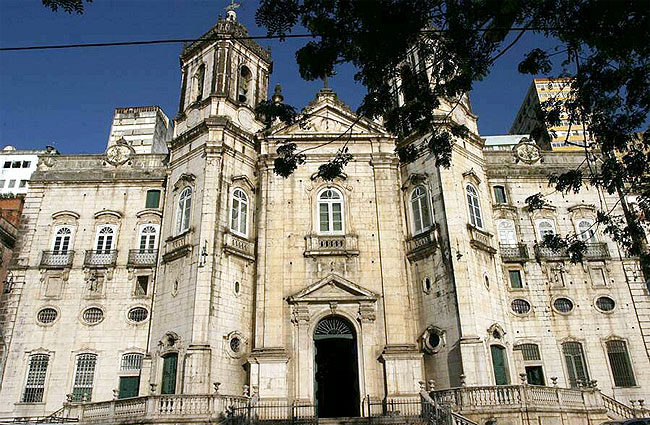
La basilica minore di Nossa Senhora da Conceição di Praia.

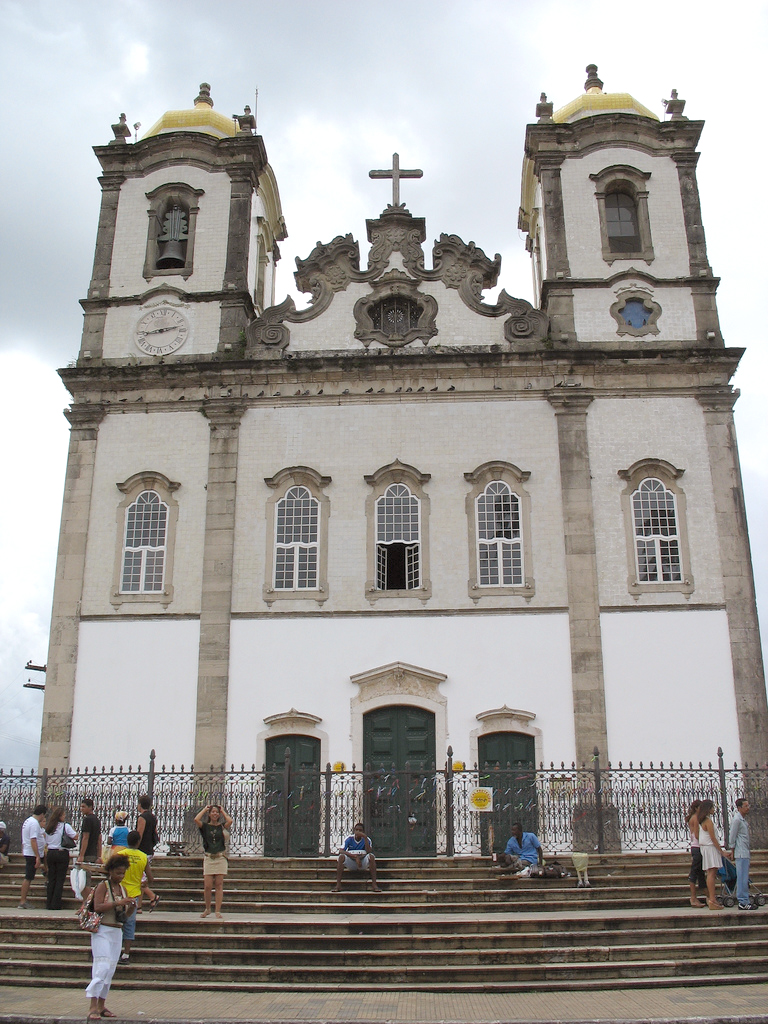
La basilica minore di Nosso Senhor do Bonfim.

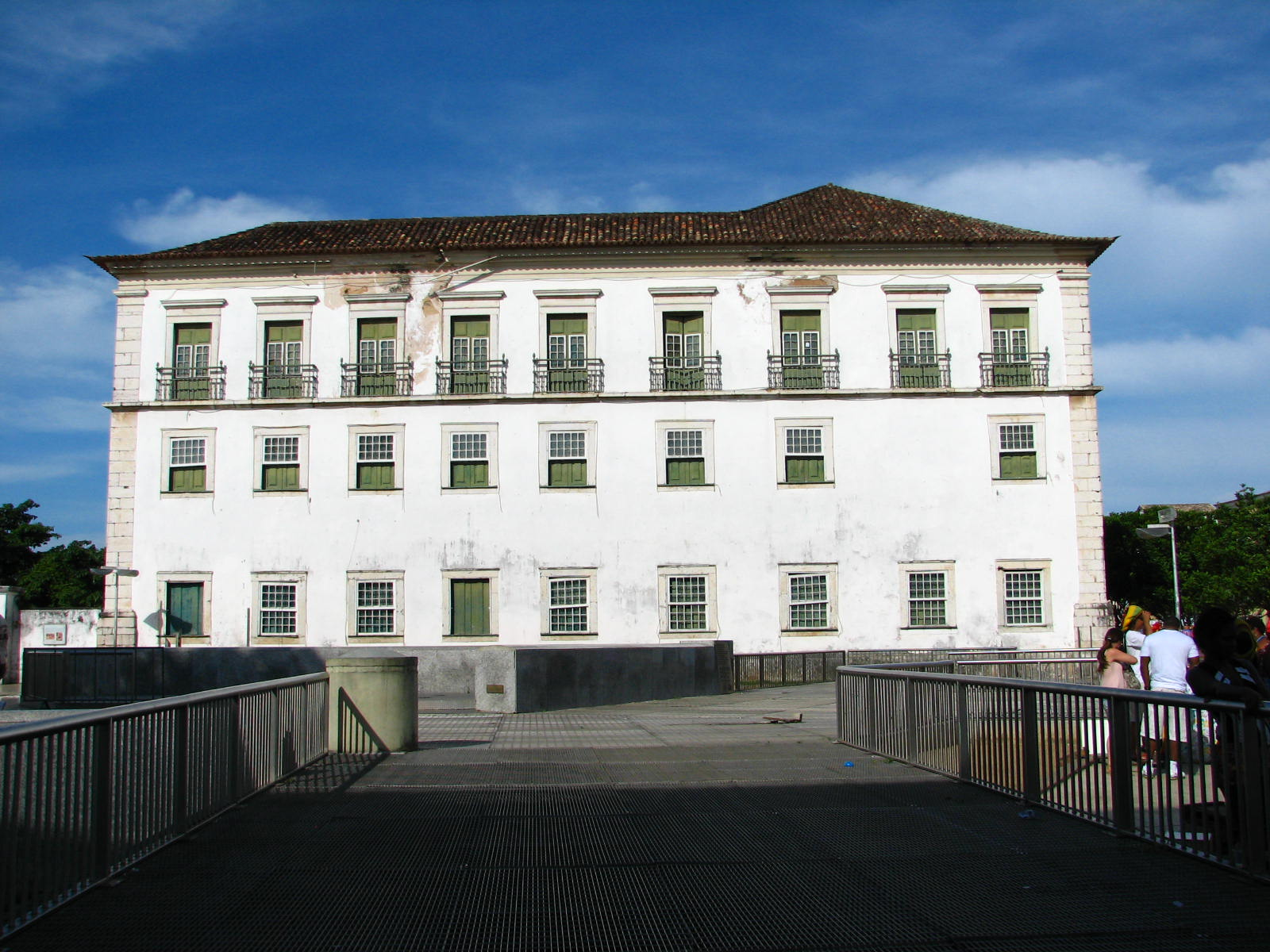
Il palazzo arcivescovile di Salvador.

L'arcidiocesi di San Salvador di Bahia (in latino Archidioecesis Sancti Salvatoris in Brasilia) è una sede metropolitana della Chiesa cattolica in Brasile. Nel 2023 contava 1.500.000 battezzati su 3.207.000 abitanti. È retta dall'arcivescovo cardinale Sérgio da Rocha.

## Territorio
L'arcidiocesi comprende 5 comuni nella parte orientale dello stato brasiliano di Bahia: Salvador, Itaparica, Lauro de Freitas, Salinas da Margarida e Vera Cruz.
Sede arcivescovile è la città di Salvador, dove si trova la cattedrale della Trasfigurazione del Signore. Appartengono all'arcidiocesi tre basiliche minori a Salvador: São Sebastião, Nosso Senhor do Bonfim e Nossa Senhora da Conceição da Praia.
Il territorio si estende su 1.320 km² ed è suddiviso in 101 parrocchie, raggruppate in 10 foranie.

### Provincia ecclesiastica
La provincia ecclesiastica di San Salvador di Bahia, istituita nel 1676, comprende 8 suffraganee nella parte sud-orientale dello Stato di Bahia:
- diocesi di Alagoinhas,
- diocesi di Amargosa,
- diocesi di Camaçari,
- diocesi di Cruz das Almas,
- diocesi di Eunápolis,
- diocesi di Ilhéus,
- diocesi di Itabuna,
- diocesi di Teixeira de Freitas-Caravelas.

## Storia
La diocesi di San Salvador di Bahia fu eretta il 25 febbraio 1551 con la bolla Super specula di papa Giulio III, ricavandone il territorio dall'arcidiocesi di Funchal (oggi diocesi). Fu la prima diocesi brasiliana. Originariamente era suffraganea della stessa arcidiocesi, ma per pochi mesi, perché il 3 luglio dello stesso anno entrò a far parte della provincia ecclesiastica di Lisbona.
Il 19 luglio 1575 cedette una porzione del suo territorio a vantaggio dell'erezione della prelatura territoriale di Rio de Janeiro (oggi arcidiocesi).
Il 16 novembre 1676 la diocesi ha ceduto un'altra porzione di territorio a vantaggio dell'erezione della diocesi di Olinda (oggi arcidiocesi di Olinda e Recife) e nel contempo è stata elevata ad arcidiocesi metropolitana con la bolla Inter pastoralis di papa Innocenzo XI. Con la stessa bolla agli arcivescovi di San Salvador di Bahia è stato concesso il titolo di primate del Brasile. Da questa data fino al 13 gennaio 1844 gli arcivescovi di San Salvador di Bahia esercitarono la loro giurisdizione metropolitica sulle diocesi africane di São Tomé e Príncipe e di Congo in Angola (oggi arcidiocesi di Luanda).
Nel 1707 l'arcivescovo Sebastião Monteiro da Vida convocò il primo sinodo della chiesa di Bahia, le cui Constituições Primeiras do Arcebispado da Bahia rappresentano uno dei più importanti documenti religiosi del periodo coloniale brasiliano. Lo stesso arcivescovo dette avvio alla costruzione del palazzo arcivescovile.
L'arcidiocesi, la prima e la più grande del Brasile, ha ceduto a più riprese porzioni di territorio a vantaggio dell'erezione di nuove diocesi e precisamente: 
- la diocesi di Diamantina (oggi arcidiocesi) il 6 giugno 1854;
- la diocesi di Aracajú (oggi arcidiocesi) il 3 gennaio 1910;
- le diocesi di Barra, di Caetité e di Ilhéus il 20 ottobre 1913;
- la diocesi di Bonfim il 6 aprile 1933;
- la diocesi di Amargosa il 10 maggio 1941;
- la diocesi di Ruy Barbosa il 14 novembre 1959;
- la diocesi di Feira de Santana (oggi arcidiocesi) il 21 luglio 1962
- la diocesi di Alagoinhas il 28 ottobre 1974;
- la diocesi di Camaçari il 15 dicembre 2010;
- la diocesi di Cruz das Almas il 22 novembre 2017.

## Cronotassi degli arcivescovi
Si omettono i periodi di sede vacante non superiori ai 2 anni o non storicamente accertati.
- Pedro Fernandes Sardinha † (25 febbraio 1551 - 16 luglio 1556 deceduto)
- Pedro Leitão † (23 marzo 1558 - ottobre 1573 deceduto)
- Antônio Barreiros, O.Cist. † (20 luglio 1575 - 11 maggio 1600 deceduto)
  - Sede vacante (1600-1602)
- Constantino Barradas † (23 settembre 1602 - giugno 1618 dimesso)
  - Sede vacante (1618-1621)
- Marcos Teixeira de Mendonça † (25 ottobre 1621 - 8 ottobre 1624 deceduto)
  - Sede vacante (1624-1627)
- Miguel Pereira † (29 novembre 1627 - 16 agosto 1630 deceduto)
  - Sede vacante (1630-1632)
- Pedro da Silva Sampaio † (6 settembre 1632 - 15 aprile 1649 deceduto)
  - Sede vacante (1649-1669)
- Estevão dos Santos Carneiro de Moraes, C.R.S.J.E. † (17 giugno 1669 - 6 giugno 1672 deceduto)
  - Sede vacante (1672-1676)
- Gaspar Barata de Mendonça † (16 novembre 1676 - prima del 27 gennaio 1682 dimesso)
- João da Madre de Deus Araújo, O.F.M. † (4 maggio 1682 - 13 giugno 1686 deceduto)
- Manoel da Ressurreição, O.F.M. † (12 maggio 1687 - 16 gennaio 1691 deceduto)
- João Franco de Oliveira † (9 gennaio 1692 - 18 aprile 1701 nominato arcivescovo, titolo personale, di Miranda)
- Sebastião Monteiro da Vida, S.I. † (8 agosto 1701 - 7 settembre 1722 deceduto)
  - Sede vacante (1722-1725)
- Luis Álvares de Figueiredo † (21 febbraio 1725 - 19 agosto 1735 deceduto)
  - Sede vacante (1735-1738)
- José Fialho, O.Cist. † (3 settembre 1738 - 2 gennaio 1741 nominato arcivescovo, titolo personale, di Guarda)
- José Botelho de Matos † (2 gennaio 1741 - 7 gennaio 1760 ritirato)
  - Sede vacante (1760-1770)
- Manoel de Santa Inês Ferreira, O.C.D. † (6 agosto 1770 - 23 giugno 1771 deceduto)
- Joaquim Borges de Figueroa † (8 marzo 1773 - 13 luglio 1778 dimesso)
- Antônio de São José Moura Marinho, O.S.A. † (20 luglio 1778 - 9 agosto 1779 deceduto)[6]
- Antônio Corrêa, O.S.A. † (13 dicembre 1779 - 12 luglio 1802 deceduto)
- José de Santa Escolástica Álvares Pereira, O.S.B. † (26 marzo 1804 - 3 gennaio 1814 deceduto)
- Francisco de São Dâmaso de Abreu Vieira, O.F.M. † (15 marzo 1815 - 18 novembre 1816 deceduto)
  - Sede vacante (1816-1820)
- Vicente da Soledade Dias de Castro, O.S.B. † (28 agosto 1820 - 31 marzo 1823 deceduto)
  - Sede vacante (1823-1827)
- Romualdo Antônio de Seixas Barroso † (21 maggio 1827 - 29 dicembre 1860 deceduto)
- Manoel Joaquim da Silveira † (18 marzo 1861 - 23 giugno 1874 deceduto)
- Joaquim Gonçalves de Azevedo † (18 dicembre 1876 - 6 novembre 1879 deceduto)
- Luís Antônio dos Santos † (13 maggio 1881 - 17 maggio 1890 dimesso[7])
- Antônio de Macedo Costa † (26 giugno 1890 - 20 marzo 1891 deceduto)
  - Sede vacante (1891-1893)
- Jerônimo Tomé da Silva † (12 settembre 1893 - 19 febbraio 1924 deceduto)
- Augusto Álvaro da Silva † (18 dicembre 1924 - 14 agosto 1968 deceduto)
- Eugênio de Araújo Sales † (29 ottobre 1968 - 13 marzo 1971 nominato arcivescovo di Rio de Janeiro)
- Avelar Brandão Vilela † (25 marzo 1971 - 19 dicembre 1986 deceduto)
- Lucas Moreira Neves, O.P. † (9 luglio 1987 - 25 giugno 1998 nominato prefetto della Congregazione per i Vescovi)
- Geraldo Majella Agnelo † (13 gennaio 1999 - 12 gennaio 2011 ritirato)
- Murilo Sebastião Ramos Krieger, S.C.I. (12 gennaio 2011 - 11 marzo 2020 ritirato)
- Sérgio da Rocha, dall'11 marzo 2020

## Statistiche
L'arcidiocesi nell'anno 2023 su una popolazione di 3.207.000 persone contava 1.500.000 battezzati, corrispondenti al 46,8% del totale.
| anno | popolazione | popolazione | popolazione | presbiteri | presbiteri | presbiteri | presbiteri                | diaconi | religiosi | religiosi | parrocchie |
| anno | battezzati  | totale      | %           | numero     | secolari   | regolari   | battezzati per presbitero | diaconi | uomini    | donne     | parrocchie |
| ---- | ----------- | ----------- | ----------- | ---------- | ---------- | ---------- | ------------------------- | ------- | --------- | --------- | ---------- |
| 1950 | 1.134.458   | 1.370.927   | 82,8        | 250        | 90         | 160        | 4.537                     |         | 170       | 540       | 103        |
| 1966 | 1.710.230   | 1.829.000   | 93,5        | 208        | 75         | 133        | 8.222                     |         | 222       | 652       | 84         |
| 1970 | 1.175.000   | 1.850.000   | 63,5        | 211        | 84         | 127        | 5.568                     | 2       | 198       | 660       | 82         |
| 1976 | 1.612.983   | 1.702.983   | 94,7        | 191        | 84         | 107        | 8.444                     | 10      | 211       | 655       | 74         |
| 1980 | 2.000.000   | 2.100.000   | 95,2        | 199        | 97         | 102        | 10.050                    | 14      | 162       | 625       | 77         |
| 1990 | 2.680.000   | 3.180.000   | 84,3        | 219        | 111        | 108        | 12.237                    | 30      | 168       | 676       | 98         |
| 1999 | 2.700.500   | 3.180.500   | 84,9        | 239        | 117        | 122        | 11.299                    | 30      | 200       | 696       | 107        |
| 2000 | 2.174.778   | 3.185.594   | 68,3        | 240        | 117        | 123        | 9.061                     | 32      | 188       | 650       | 108        |
| 2001 | 2.661.998   | 3.327.498   | 80,0        | 243        | 129        | 114        | 10.954                    | 44      | 249       | 673       | 110        |
| 2002 | 2.487.558   | 3.370.675   | 73,8        | 261        | 129        | 132        | 9.530                     | 46      | 251       | 741       | 109        |
| 2003 | 2.292.694   | 3.373.098   | 68,0        | 255        | 137        | 118        | 8.990                     | 48      | 209       | 751       | 109        |
| 2004 | 2.495.439   | 3.544.658   | 70,4        | 263        | 142        | 121        | 9.488                     | 49      | 222       | 775       | 109        |
| 2010 | 2.284.477   | 3.210.878   | 71,1        | 283        | 144        | 139        | 8.072                     | 93      | 273       | 797       | 105        |
| 2014 | 2.774.000   | 3.284.000   | 84,5        | 278        | 161        | 117        | 9.978                     | 81      | 230       | 762       | 110        |
| 2017 | 1.503.089   | 3.214.224   | 46,8        | 228        | 125        | 103        | 6.592                     | 88      | 22        | 647       | 100        |
| 2020 | 1.474.100   | 3.151.905   | 46,8        | 265        | 153        | 112        | 5.562                     | 108     | 190       | 638       | 101        |
| 2022 | 1.491.000   | 3.187.660   | 46,8        | 259        | 148        | 111        | 5.756                     | 102     | 196       | 569       | 101        |
| 2023 | 1.500.000   | 3.207.000   | 46,8        | 251        | 149        | 102        | 5.976                     | 108     | 192       | 523       | 101        |